# Paracassidina munna
Paracassidina munna är en kräftdjursart som beskrevs av Bruce1994. Paracassidina munna ingår i släktet Paracassidina och familjen klotkräftor. Inga underarter finns listade i Catalogue of Life.